# Copa da Ucrânia de 2014–15
A Copa da Ucrânia de 2014–15 foi a 24ª edição da Copa da Ucrânia, torneio eliminatório organizado anualmente pela FFU. A grande mudança desta edição foi que os confrontos das oitavas, quartas e semifinais foram decididos em dois jogos.

## Datas
| Fase             | Data do sorteio       | Data dos jogos                 |
| ---------------- | --------------------- | ------------------------------ |
| Fase preliminar  | 24 de julho de 2014   | 6–7 de agosto de 2014          |
| 16 avos de final | 13 de agosto de 2014  | 22–24 de agosto de 2014        |
| Oitavas de final | 26 de agosto de 2014  | 25–28 de setembro de 2014      |
| Oitavas de final | 26 de agosto de 2014  | 27–30 de outubro de 2014       |
| Quartas de final | 31 de outubro de 2014 | 4 de março, 1 de abril de 2015 |
| Quartas de final | 31 de outubro de 2014 | 8 de abril de 2015             |
| Semifinais       | 9 de abril de 2015    | 29 de abril de 2015            |
| Semifinais       | 9 de abril de 2015    | 20 de maio de 2015             |
| Final            | 4 de junho de 2015    | 4 de junho de 2015             |

## Fase Preliminar
Nesta fase entraram 4 times da Segunda Divisão, 8 times da Terceira Divisão mais os finalistas da Copa Amadora. As partidas foram disputadas nos dias 6 e 7 de agosto.
| Time 1                           | Resultado  | Time 2                  |
| -------------------------------- | ---------- | ----------------------- |
| 6 de agosto de 2014              |            |                         |
| Yednist Plysky                   | 0–1        | FC Ternopil             |
| Arsenal Kyivshchyna-Bila Tserkva | 3–4 (pro.) | Real Pharma Ovidiopol   |
| Chaika Kyiv-Sviatoshyn Raion     | 3–0        | Enerhiya Nova Kakhovka  |
| Kremin Kremenchuk                | 2–0        | Hirnyk-Sport Komsomolsk |
| Cherkasiy Dnipro                 | 1–0        | Skala Stryi             |
| Obolon-Brovar Kyiv               | 3–1        | Hirnyk Kryvyi Rih       |
| 7 de agosto de 2014              |            |                         |
| Krystal Kherson                  | 2–4        | Stal Dniprodzerzhynsk   |

Em itálico os times amadores.

## 16 avos de final
Nesta fase entraram todos os 14 times da Primeira Divisão, 11 da Segunda Divisão e os 7 vencedores da Fase Preliminar. As partidas foram disputadas no dias 22, 23 e 24 de agosto de 2014.
| Time 1                       | Resultado      | Time 2                |
| ---------------------------- | -------------- | --------------------- |
| 22 de agosto de 2014         |                |                       |
| FC Ternopil                  | 1–1 (3–4 pên.) | FC Oleksandriya       |
| 23 de agosto de 2014         |                |                       |
| MFC Mykolaiv                 | 0–1            | Illichivets Mariupol  |
| FC Poltava                   | 2–1            | Metalurh Donetsk      |
| Bukovyna Chernivtsi          | 0–4            | Chornomorets Odessa   |
| Desna Chernihiv              | 0–1            | Dnipro Dnipropetrovsk |
| Nyva Ternopil                | 1–5            | Vorskla Poltava       |
| Chaika Kyiv-Sviatoshyn Raion | 0–4            | Karpaty Lviv          |
| Real Pharma Ovidiopol        | 0–1            | Olimpik Donetsk       |
| Naftovyk-Ukrnafta Okhtyrka   | 0–1            | Volyn Lutsk           |
| Helios Kharkiv               | 0–1            | Metalurh Zaporizhya   |
| Zirka Kirovohrad             | 1–3            | Dynamo Kyiv           |
| Cherkasiy Dnipro             | 1–2            | Hoverla Uzhhorod      |
| Obolon-Brovar Kyiv           | 0–1            | Shakhtar Donetsk      |
| 24 de agosto de 2014         |                |                       |
| Kremin Kremenchuk            | 0–2            | Zorya Luhansk         |
| FC Sumy                      | 0–1 (pro.)     | Metalist Kharkiv      |
| Stal Alchevsk                | 1              | Stal Dniprodzerzhynsk |

1 Stal Alchevsk desistiu.

## Oitavas de final
O sorteio foi realizado no dia 26 de agosto de 2014. As primeiras partidas foram disputadas nos dias 25, 26, 27 e 28 de setembro de 2014 e as segundas nos dias 27, 28, 29 e 30 de outubro de 2014.
| Equipe 1              | Total          | Equipe 2              | 1.º jogo | 2.º jogo |
| --------------------- | -------------- | --------------------- | -------- | -------- |
| FC Poltava            | 2–9            | Shakhtar Donetsk      | 1–5      | 1–4      |
| FC Oleksandriya       | 1–2            | Zorya Luhansk         | 0–1      | 1–1      |
| Illichivets Mariupol  | 2–4            | Vorskla Poltava       | 0–1      | 2–3      |
| Hoverla Uzhhorod      | 3–3 (gf)       | Metalist Kharkiv      | 2–2      | 1–1      |
| Volyn Lutsk           | 1–4            | Dnipro Dnipropetrovsk | 1–0      | 0–4      |
| Karpaty Lviv          | 0–2            | Dynamo Kyiv           | 0–1      | 0–1      |
| Stal Dniprodzerzhynsk | 3–3 (2–4 pên.) | Chornomorets Odessa   | 2–1      | 1–2      |
| FC Olimpik Donetsk    | 6–0            | Metalurh Zaporizhya   | 2–0      | 4–0      |

## Quartas de final
O sorteio foi realizado no dia 31 de outubro de 2014. As primeiras partidas foram disputadas nos dias 4 de março de 2015 (exceto Chornomorets – Dnipro adiado para 1 de abril) e as segundas em 8 de abril de 2015.

### Primeiros jogos
| 4 de março de 2015 | Vorskla Poltava | 0 – 0  | Olimpik Donetsk | Estádio Oleksiy Butovsky Vorskla, Poltava     |
| 15:00 (UTC+2)      |                 | Report |                 | Público: 1 010 Árbitro: Konstiantyn Trukhanov |

| 4 de março de 2015 | Zorya Luhansk | 1 – 2  | Dynamo Kyiv                     | Slavutych Arena, Zaporizhya                 |
| 17:00 (UTC+2)      | Kamenyuka 50' | Report | Husyev 12' (pên.) · Kravets 21' | Público: 1 500 Árbitro: Yuriy Morzharovskyi |

| 4 de março de 2015 | Metalist Kharkiv | 0 – 2  | Shakhtar Donetsk        | Arena Lviv, Lviv                       |
| 19:00 (UTC+2)      |                  | Report | Kucher 4' · Hladkyi 54' | Público: 1 712 Árbitro: Serhiy Berezka |

| 1 de abril de 2015 | Chornomorets Odessa | 0 – 4  | Dnipro Dnipropetrovsk                               | Estádio Dínamo Lobanovsky, Kiev      |
| 19:00 (UTC+2)      |                     | Report | Rotan 51' · Seleznyov 56' (pên.), 87' · Bezus 90+2' | Público: 550 Árbitro: Yaroslav Kozyk |

### Segundos jogos
| 8 de abril de 2015 | Olimpik Donetsk | 1 – 0  | Vorskla Poltava | Estádio Bannikov, Kiev               |
| 14:00 (UTC+2)      | Sytnik 57'      | Report |                 | Público: 700 Árbitro: Serhiy Berezka |

| 8 de abril de 2015 | Dynamo Kyiv                   | 2 – 0  | Zorya Luhansk | Estádio Dínamo Lobanovsky, Kiev               |
| 18:30 (UTC+2)      | Belhanda 32' · Teodorczyk 42' | Report |               | Público: 8 200 Árbitro: Konstiantyn Trukhanov |

| 8 de abril de 2015 | Shakhtar Donetsk | 1 – 0  | Metalist Kharkiv | Arena Lviv, Lviv                         |
| 19:00 (UTC+2)      | Luiz Adriano 49' | Report |                  | Público: 2 253 Árbitro: Serhiy Lysenchuk |

| 8 de abril de 2015 | Dnipro Dnipropetrovsk | 1 – 0  | Chornomorets Odessa | Estádio Meteor, Dnipropetrovsk     |
| 20:30 (UTC+2)      | Shakov 28'            | Report |                     | Público: 3 500 Árbitro: Yuriy Vaks |

## Semifinais
O sorteio foi realizado no dia 9 de abril. As partidas foram disputadas nos dias 29 de abril e 20 de maio.

### Primeiros jogos
| 29 de abril de 2015 | Dnipro Dnipropetrovsk | 0 – 1  | Shakhtar Donetsk | Dnipro Arena, Dnipropetrovsk                 |
| 19:00 (UTC+2)       |                       | Report | Hladkyi 45+1'    | Público: 20 401 Árbitro: Yuriy Morzharovskyi |

| 29 de abril de 2015 | Olimpik Donetsk | 0 – 0  | Dynamo Kiev | Estádio Dínamo Lobanovsky, Kiev    |
| 20:00 (UTC+2)       |                 | Report |             | Público: 8 500 Árbitro: Yuriy Vaks |

### Segundos jogos
| 20 de maio de 2015 | Dynamo Kiev                                  | 4 – 1  | Olimpik Donetsk | Estádio Olímpico de Kiev, Kiev           |
| 19:00 (UTC+2)      | Veloso 4', 53' · Yarmolenko 37' · Lens 90+2' | Report | Dityatyev 76'   | Público: 11 446 Árbitro: Vitaliy Romanov |

| 20 de maio de 2015 | Shakhtar Donetsk        | 1 – 1  | Dnipro Dnipropetrovsk | Arena Lviv, Lviv                         |
| 19:30 (UTC+2)      | Luiz Adriano 77' (pên.) | Report | Kalinić 30'           | Público: 15 300 Árbitro: Anatoliy Abdula |

## Artilharia
| Rank | Jogador           | Time                  | Gols  |
| ---- | ----------------- | --------------------- | ----- |
| 1    | Anton Kotlyar     | Stal Dniprodzerzhynsk | 5 (4) |
| 2    | Oleksandr Hladkyi | Shakhtar Donetsk      | 4     |
| 2    | Oleksandr Kovpak  | Vorskla Poltava       | 4 (1) |
| 3    | Yevhen Seleznyov  | Dnipro Dnipropetrovsk | 3 (1) |
| 3    | Luiz Adriano      | Shakhtar Donetsk      | 3 (2) |